# Сориця

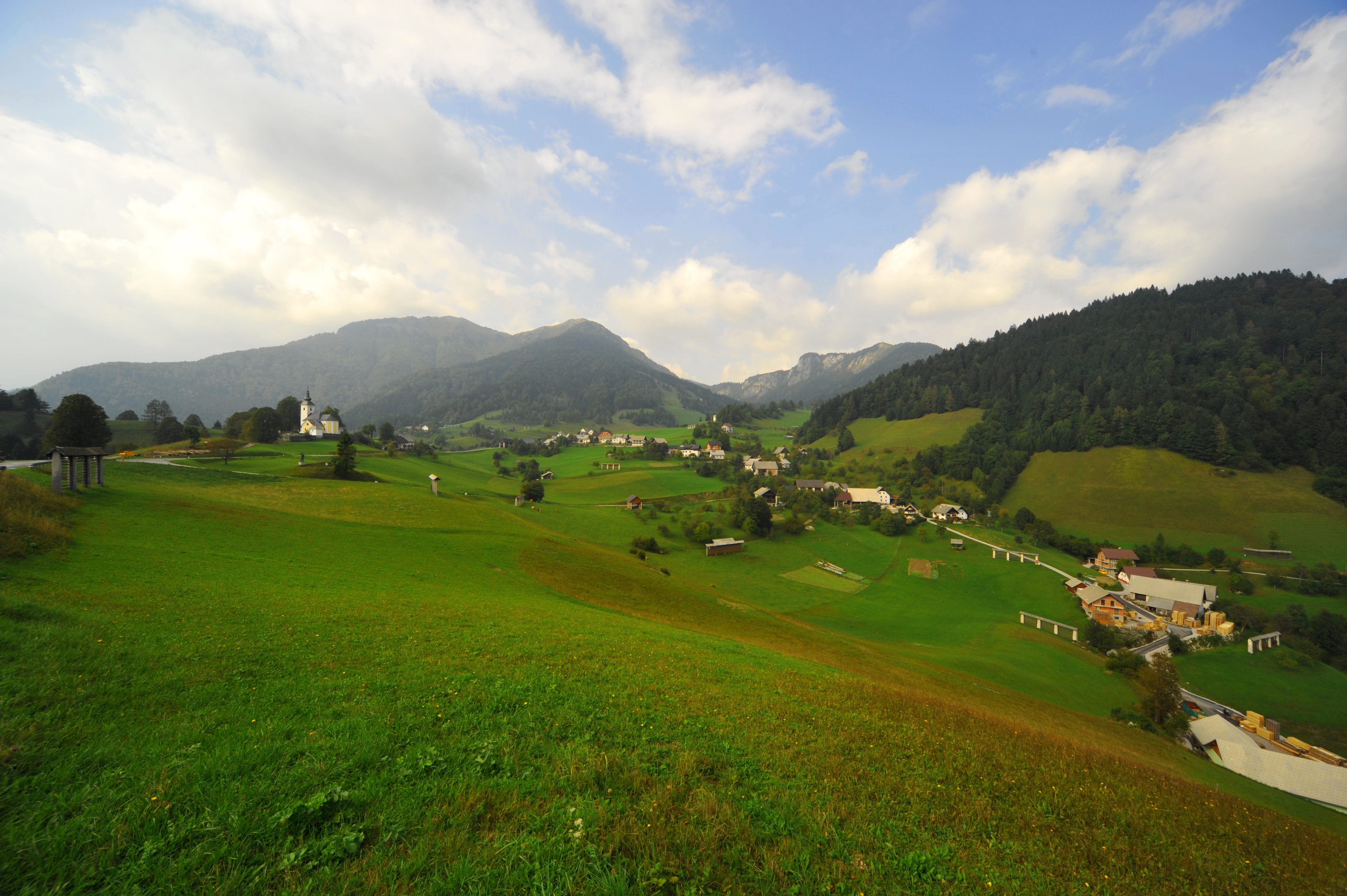
Сориця

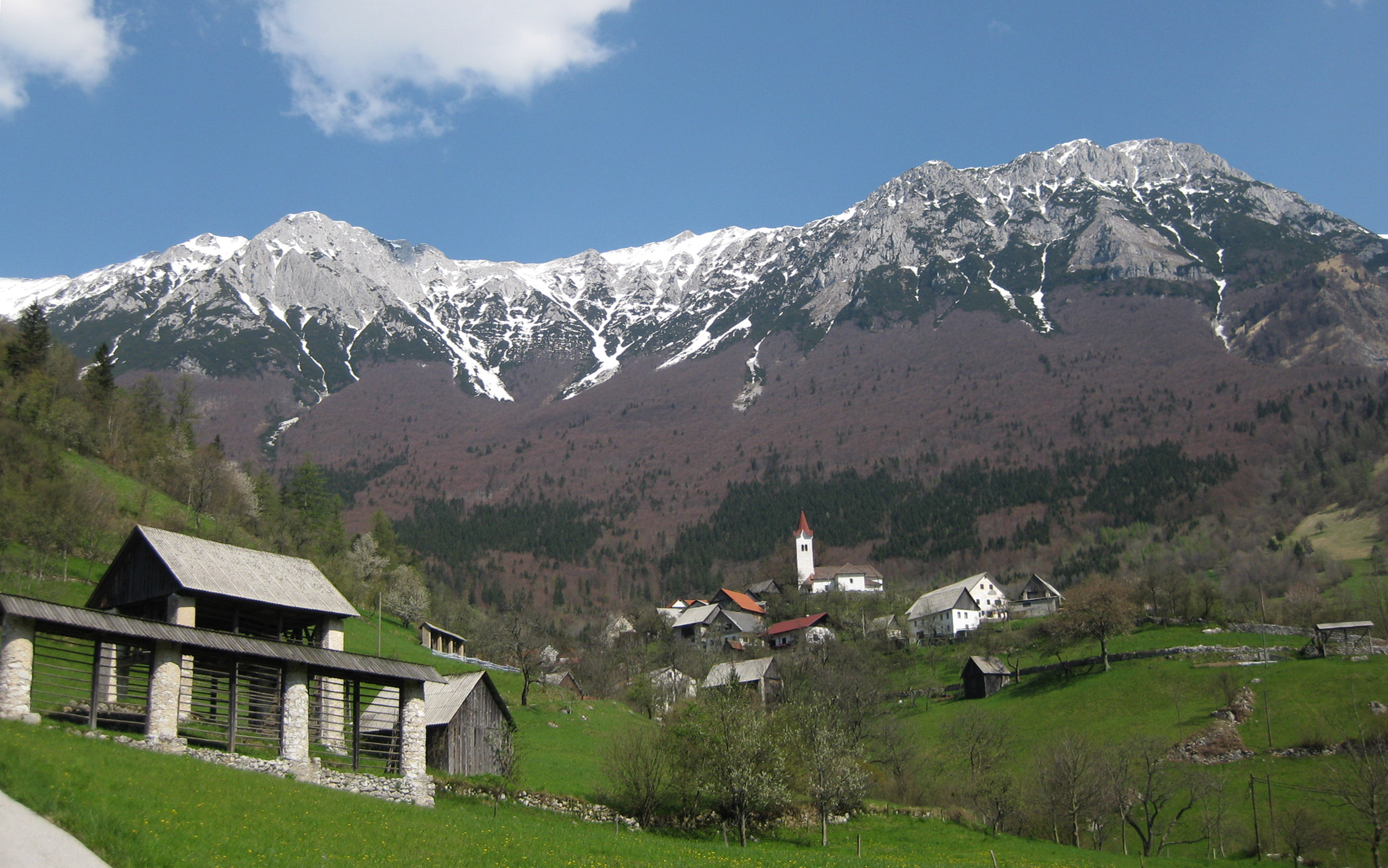
Рут у Верхній Крайні

Сориця, або Царц (словен. Sorica, нім. Zarz) — колишній німецький мовний острів у віддаленій місцевості Юлійських Альп, у словенській області Верхня Крайна. 
Охоплює села Сподня Сориця (нім. Unterzarz) і Згорня Сориця (нім. Oberzarz), Немшкий Ровт (нім. Deutschgereuth, або Deutsch Gereuth), а також Рут (нім. Deutschruth). Останнє розташоване на притоці Сочі річці Бача (нім. Fetsche) і належить уже до іншого краю — Австрійського Примор'я.

## Видатні уродженці
- Іван Грохар — знаменитий художник-імпресіоніст, який народився 1867 року в селі Сподня Сориця.